# Mejilla (mejillón)

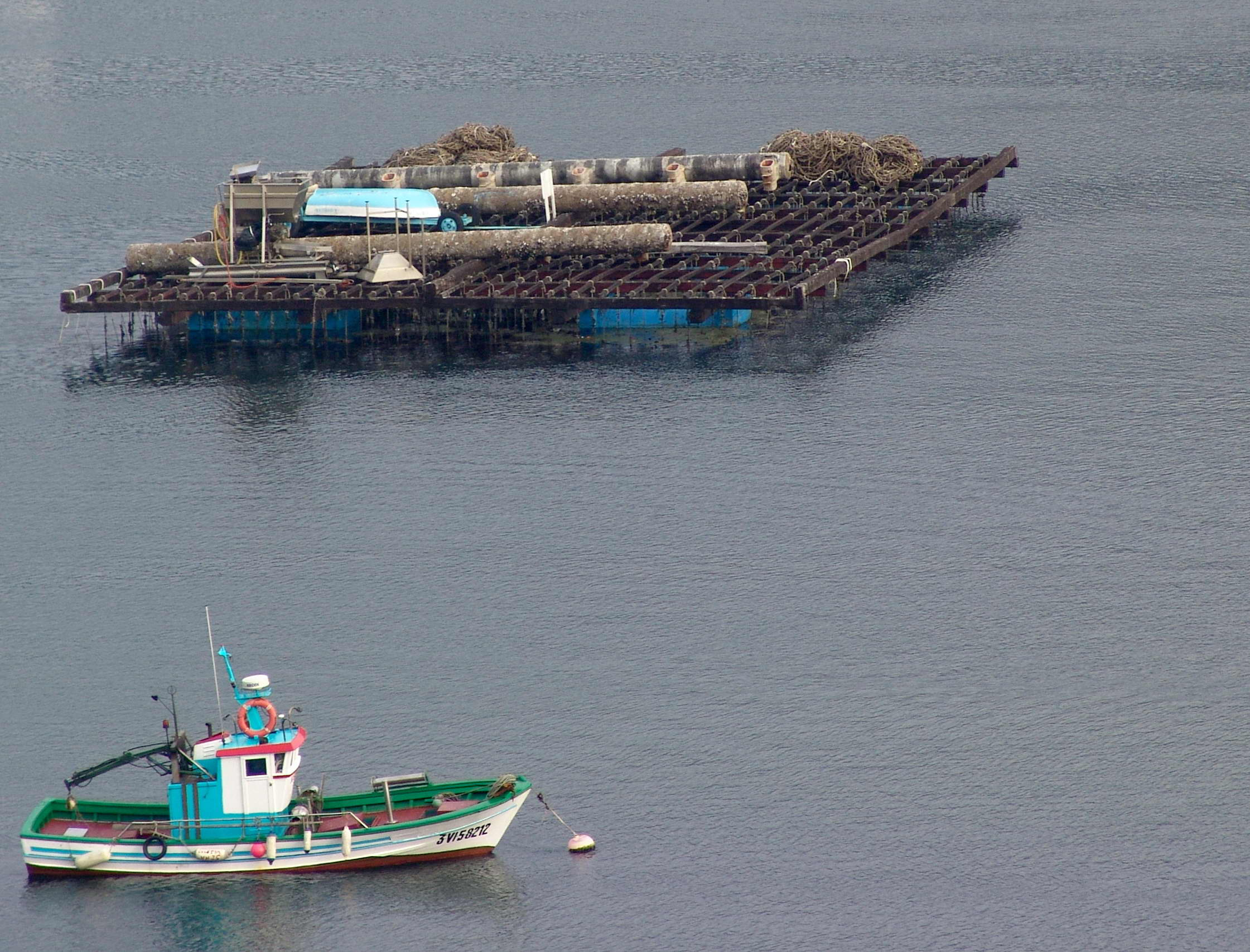
Batea y barco auxiliar en la ría de Vigo.

Mejilla (del gallego mexilla) es el nombre con el que se conoce entre los cultivadores de mejillón, y que aparece en diversas publicaciones de acuicultura, a lo que también se denomina semilla del mejillón.

## Descripción
Las mejillas realmente son crías de mejillones, ejemplares de pequeño tamaño (de entre 15 y 25 mm de longitud), que proceden habitualmente de las rocas costeras, en las que se fijan las larvas en condiciones naturales y que los mitilicultores recogen en estas, o las compran a mariscadoras que las recolectan, y, a veces, también las obtienen de las cuerdas de las bateas donde se cultivan.

## Procesos de extracción y cultivo
En los meses de diciembre a abril los bateeiros (o las mariscadoras) despegan con rasquetas, en las rocas más batidas del litoral, la mejilla, y en los meses de marzo a junio (época del desove) cuelgan de las bateas las cuerdas colectoras para la captación de las larvas. La semilla del mejillón, de un tamaño de 1 a 2 cm, se lleva a la batea o al barco auxiliar y se procede a la confección de las cuerdas de mejilla. La mejilla se adhiere a la cuerda con la ayuda de una fina red biodegradable de rayón, dándole al mejillón tiempo suficiente para que se adhiera con el biso a la cuerda. Esta operación se hace bien manualmente, bien mediante máquinas encordadoras.
Después de 4 o 6 meses, cuando el mejillón alcanza los 4,5 ou 5,5 cm, se procede al izado de las cuerdas de semilla. Debido al considerable aumento de peso del mejillón, es necesario el desdoble de las cuerdas, esto es, la confección de nuevas cuerdas de densidad menor. Con este desdoble se facilita el crecimiento del mejillón, y además se evita su desprendimiento.
Por cada cuerda de mejilla se obtienen entre dos o tres cuerdas de desdoble, de unos 30 kg cada una. Tras aproximadamente un año, el mejillón de desdoble alcanza su talla comercial.

## Conflictos
A causa de la recolección de la mejilla por las mariscadoras, el problema de los vertidos contaminantes a las rías y a las quejas de los percebeiros (recolectores de percebes), a veces causa conflictos con las autoridades, con los bateeiros o con los percebeiros.